# Ашфорд (район)
Ашфорд (англ. Ashford) — неметрополитенский район (англ. non-metropolitan district) со статусом боро в графстве Кент (Англия). Административный центр — город Ашфорд.

## География
Район расположен в южной части графства Кент, граничит с графством Восточный Суссекс.

## История
Район был образован 1 апреля 1974 года в результате объединения боро Тентерден, городского района (англ. Urban district) Ашфорд и сельских районов (англ. Rural District) Ист-Ашфорд, Уэст-Ашфорд и Тентерден.

## Состав
В состав района входят 3 города:
- Ашфорд
- Тентерден
- Фавершам

и 41 община (англ. civil parish).